# Liste der Ebenen des Erdmondes

Erdzugewandte Seite des Mondes mit den größten Maria und Kratern gekennzeichnet.

Die folgenden Listen erfassen neben den Maria (Singular: Mare), den „Mondmeeren“, auch kleinere Ebenen auf der Oberfläche des Mondes, die von der Entstehung her den Maria ähneln. Dazu zählen:
- Lacus (Plural: lacūs, „See“)
- Palus (Plural: paludes, „Sumpf“)
- Sinus (Plural: sinūs, „Bucht“)

Die meisten Maria befinden sich auf der erdzugewandten Seite des Mondes. Meere und Seen (Lacus) auf der Mondrückseite sind in den Listen mit dunklerer Farbe gekennzeichnet.

## Mare
Hinweis: Ein Mare wird aufgrund seiner besonders großen Fläche als Oceanus („Ozean“) bezeichnet.
| Name                                | Übersetzung            | Lage                        | Mittlerer Durchmesser in km |
| ----------------------------------- | ---------------------- | --------------------------- | --------------------------- |
| Mare Anguis                         | Schlangen-Meer         | 22° 36′ 0″ N, 67° 42′ 0″ O  | 0150                        |
| Mare Australe                       | Südliches Meer         | 38° 54′ 0″ S, 93° 0′ 0″ O   | 0603                        |
| Mare Cognitum                       | Bekanntes Meer         | 10° 0′ 0″ S, 23° 6′ 0″ W    | 0376                        |
| Mare Crisium                        | Meer der Gefahren      | 17° 0′ 0″ N, 58° 6′ 0″ O    | 0418                        |
| Mare Fecunditatis                   | Meer der Fruchtbarkeit | 7° 48′ 0″ S, 51° 18′ 0″ O   | 0909                        |
| Mare Frigoris                       | Meer der Kälte         | 56° 0′ 0″ N, 1° 24′ 0″ O    | 1596                        |
| Mare Humboldtianum                  | Humboldt-Meer          | 56° 48′ 0″ N, 81° 30′ 0″ O  | 0273                        |
| Mare Humorum                        | Meer der Feuchtigkeit  | 24° 24′ 0″ S, 38° 36′ 0″ W  | 0389                        |
| Mare Imbrium                        | Regenmeer              | 32° 48′ 0″ N, 15° 36′ 0″ W  | 1123                        |
| Mare Ingenii                        | Meer der Begabung      | 33° 42′ 0″ S, 163° 30′ 0″ O | 0318                        |
| Mare Insularum                      | Insel-Meer             | 7° 30′ 0″ N, 30° 54′ 0″ W   | 0513                        |
| Mare Marginis                       | Randmeer               | 13° 18′ 0″ N, 86° 6′ 0″ O   | 0420                        |
| Mare Moscoviense (oder Mare Moskwa) | Moskau-Meer            | 27° 18′ 0″ N, 147° 54′ 0″ O | 0277                        |
| Mare Nectaris                       | Nektarmeer             | 15° 12′ 0″ S, 35° 30′ 0″ O  | 0333                        |
| Mare Nubium                         | Wolkenmeer             | 21° 18′ 0″ S, 16° 36′ 0″ W  | 0715                        |
| Mare Orientale                      | Östliches Meer         | 19° 24′ 0″ S, 92° 48′ 0″ W  | 0327                        |
| Oceanus Procellarum                 | Ozean der Stürme       | 18° 24′ 0″ N, 57° 24′ 0″ W  | 2568                        |
| Mare Serenitatis                    | Meer der Heiterkeit    | 28° 0′ 0″ N, 17° 30′ 0″ O   | 0707                        |
| Mare Smythii                        | Smyth-Meer             | 1° 18′ 0″ N, 87° 30′ 0″ O   | 0373                        |
| Mare Spumans                        | Schäumendes Meer       | 1° 6′ 0″ N, 65° 6′ 0″ O     | 0139                        |
| Mare Tranquillitatis                | Meer der Ruhe          | 8° 30′ 0″ N, 31° 24′ 0″ O   | 0873                        |
| Mare Undarum                        | Wellenmeer             | 6° 48′ 0″ N, 68° 24′ 0″ O   | 0243                        |
| Mare Vaporum                        | Meer der Dünste        | 13° 18′ 0″ N, 3° 36′ 0″ O   | 0245                        |

## Lacus
Vergleichbar mit den Maria sind die Lacus (dt. „Seen“), bei denen es sich um kleinere, unebenere Basaltebenen mit ähnlichem Ursprung handelt.
| Name                 | Übersetzung              | Lage                        | Mittlerer Durchmesser in km |
| -------------------- | ------------------------ | --------------------------- | --------------------------- |
| Lacus Aestatis       | Sommer-See               | 15° 0′ 0″ S, 69° 0′ 0″ W    | 090                         |
| Lacus Autumni        | Herbst-See               | 9° 54′ 0″ S, 83° 54′ 0″ W   | 183                         |
| Lacus Bonitatis      | See der Güte             | 23° 12′ 0″ N, 43° 42′ 0″ O  | 092                         |
| Lacus Doloris        | See der Qual             | 17° 6′ 0″ N, 9° 0′ 0″ O     | 110                         |
| Lacus Excellentiae   | See der Vortrefflichkeit | 35° 24′ 0″ S, 44° 0′ 0″ W   | 184                         |
| Lacus Felicitatis    | See des Glücks           | 19° 0′ 0″ N, 5° 0′ 0″ O     | 090                         |
| Lacus Gaudii         | See der Freude           | 16° 12′ 0″ N, 12° 36′ 0″ O  | 113                         |
| Lacus Hiemalis       | Winter-See               | 15° 0′ 0″ N, 14° 0′ 0″ O    | 050                         |
| Lacus Lenitatis      | See der Sanftheit        | 14° 0′ 0″ N, 12° 0′ 0″ O    | 080                         |
| Lacus Luxuriae       | See des Überflusses      | 19° 0′ 0″ N, 176° 0′ 0″ O   | 050                         |
| Lacus Mortis         | See des Todes            | 45° 0′ 0″ N, 27° 12′ 0″ O   | 151                         |
| Lacus Oblivionis     | See der Vergessenheit    | 21° 0′ 0″ S, 168° 0′ 0″ W   | 050                         |
| Lacus Odii           | See des Hasses           | 19° 0′ 0″ N, 7° 0′ 0″ O     | 070                         |
| Lacus Perseverantiae | See der Ausdauer         | 8° 0′ 0″ N, 62° 0′ 0″ O     | 070                         |
| Lacus Solitudinis    | See der Einsamkeit       | 27° 48′ 0″ S, 104° 18′ 0″ O | 139                         |
| Lacus Somniorum      | See der Träume           | 38° 0′ 0″ N, 29° 12′ 0″ O   | 384                         |
| Lacus Spei           | See der Hoffnung         | 43° 0′ 0″ N, 65° 0′ 0″ O    | 080                         |
| Lacus Temporis       | See der Zeit             | 45° 54′ 0″ N, 58° 24′ 0″ O  | 117                         |
| Lacus Timoris        | See der Furcht           | 38° 48′ 0″ S, 27° 18′ 0″ W  | 117                         |
| Lacus Veris          | Frühlings-See            | 16° 30′ 0″ S, 86° 6′ 0″ W   | 396                         |

## Palus
Weitere unregelmäßigere Basalt-Strukturen werden als Palus (dt. „Sumpf“) bezeichnet.
| Name              | Übersetzung       | Lage                      | Mittlerer Durchmesser in km |
| ----------------- | ----------------- | ------------------------- | --------------------------- |
| Palus Epidemiarum | Sumpf der Seuchen | 32° 0′ 0″ S, 28° 12′ 0″ W | 286                         |
| Palus Putredinis  | Sumpf der Fäulnis | 26° 30′ 0″ N, 0° 24′ 0″ O | 161                         |
| Palus Somni       | Sumpf des Schlafs | 14° 6′ 0″ N, 45° 0′ 0″ O  | 143                         |

## Sinus
Halbkreisförmige Ausbuchtungen der Maria werden als Sinus (dt. „Bucht“) bezeichnet.
| Name              | Übersetzung         | Lage                       | Mittlerer Durchmesser in km |
| ----------------- | ------------------- | -------------------------- | --------------------------- |
| Sinus Aestuum     | Bucht der Hitze     | 10° 54′ 0″ N, 8° 48′ 0″ W  | 290                         |
| Sinus Amoris      | Bucht der Liebe     | 18° 6′ 0″ N, 39° 6′ 0″ O   | 130                         |
| Sinus Asperitatis | Bucht der Rauheit   | 3° 48′ 0″ S, 27° 24′ 0″ O  | 206                         |
| Sinus Concordiae  | Bucht der Eintracht | 10° 48′ 0″ N, 43° 12′ 0″ O | 142                         |
| Sinus Fidei       | Bucht des Glaubens  | 18° 0′ 0″ N, 2° 0′ 0″ O    | 070                         |
| Sinus Honoris     | Bucht der Ehre      | 11° 42′ 0″ N, 18° 6′ 0″ O  | 109                         |
| Sinus Iridum      | Regenbogenbucht     | 44° 6′ 0″ N, 31° 30′ 0″ W  | 236                         |
| Sinus Lunicus     | Luna-Bucht          | 31° 48′ 0″ N, 1° 24′ 0″ W  | 126                         |
| Sinus Medii       | Bucht der Mitte     | 2° 24′ 0″ N, 1° 42′ 0″ O   | 335                         |
| Sinus Roris       | Bucht des Taues     | 54° 0′ 0″ N, 56° 36′ 0″ W  | 202                         |
| Sinus Successus   | Bucht des Erfolgs   | 0° 54′ 0″ N, 59° 0′ 0″ O   | 132                         |